# Silas
Silas är en person som omnämns i Apostlagärningarna. Han var en av ledarna för den kristna församlingen i Jerusalem. 
Silas (grek) kommer fran aramiska Seila = hebr Saul, utbedd. Han kallades också "Silvanus" från det latinska silva, "skog".(Källa: Illustrerat Bibellexikon, 1990, ISBN 82-7397-024-8-)
Eventuellt är han identisk med den Silvanus som är medförfattare eller skribent av Första Petrusbrevet.

## Namnet i populärkulturen
En rad barnböcker av den danska författaren Cecil Bødker kretsar kring huvudpersonen Silas.
Silas är även namnet på en munk med albinism i Dan Browns roman Da Vinci-koden. Han tillhör den katolska lekmannarörelsen Opus Dei och är ansvarig för morden på flera högt uppsatta medlemmar av Prieuré de Sion, bland annat stormästaren Jacques Saunière. I filmatiseringen av Da Vinci-koden spelas hans äldre jag av den engelske skådespelaren Paul Bettany. Hans yngre jag spelas av Hugh Mitchell.